# Зенкин, Сергей Анатольевич
Серге́й Анато́льевич Зе́нкин (род. 1960, Алексин, Тульская область, СССР) — российский политический деятель. Депутат Государственной думы РФ первого созыва (1994—1995).

## Биография
Родился 8 октября 1960 года в городе Алексине Тульской области. Окончил юридический факультет МГУ имени М. В. Ломоносова. Кандидат юридических наук, доцент.
С 1986 по 1992 годы преподавал на юридическом факультете Ивановского государственного университета. В 1990 году избрался депутатом Ивановского областного и Ивановского городского Советов народных депутатов.
В декабре 1993 года был избран депутатом Государственной Думы Федерального Собрания РФ первого созыва по Кинешемскому одномандатному округу в Ивановской области. С 1993 по 1995 годы — депутат Государственной Думы, заместитель председателя Комитета по законодательству и судебно-правовой реформе, председатель подкомитета по федеральному избирательному законодательству, член фракции ПРЕС. Позже работал заместителем начальника Отдела правовой экспертизы законопроектов по конституционному законодательству и правам человека Правового управления Аппарата Государственной Думы РФ. До 2000 года трудился в Управлении по обеспечению деятельности Совета по вопросам совершенствования правосудия, затем в Главном государственно-правовом управлении Администрации Президента РФ.
Преподаёт в МГЮА. С сентября 2000 года — Советник руководителя Аппарата Правительства РФ. Владеет сербско-хорватским языком.
С 2012 года — референт Аппарата Правительства Российской Федерации.